# Blyth, Northumberland
Blyth (AFI: [ˈblaɪð]) é uma cidade portuária litorânea, e paróquia civil localizada na região sudoeste do condado de Northumberland, na Inglaterra. Situa-se na costa, ao sul do Rio Blyth, e, de acordo com o censo demográfico de 2021, possui uma população de 39 731 habitantes.
Embora o porto de Blyth exista desde o século XII, o desenvolvimento moderno da cidade começou apenas durante os primeiros vinte e cinco anos do século XVIII. As principais atividades industriais que fizeram com que a cidade prosperasse foram a mineração de carvão e a construção naval, sendo que o comércio de sal, a pesca e as ferrovias também desempenharam um papel importante. Embora tais indústrias tenham desaparecido em grande parte, atualmente o porto ainda prospera, recebendo papel e celulose da Escandinávia, destinados à indústria jornalística da Inglaterra e da Escócia.
A cidade foi seriamente afetada com o declínio de suas principais indústrias, e tem passado por diversas recuperações desde o início da década de 1990. O Keel Row Shopping Centre, inaugurado em 1991, mas que fechou suas portas em 2024, fez com que grandes varejistas se instalassem nas ruas de Blyth ao encerrar suas atividades, ajudando a revitalizar o centro da cidade. O mercado também foi recentemente remodelado, visando atrair mais investimentos para a cidade.